# Punk rock californiano
O punk rock californiano é um estilo musical proveniente da Califórnia que compõe o ritmo e a ideia do punk rock tradicional e letras mais melodiosas e trabalhadas. Embora tenha um ritmo um pouco mais rápido e menos agressivo que o punk rock, é muito assemelhado ao hardcore melódico tendo suas controvérsias e diferenças fundamentais.